# Gran Bretagna ai Giochi della XIX Olimpiade
Il Regno Unito (sotto il nome di Gran Bretagna) partecipò ai Giochi della XIX Olimpiade che si sono svolti a Città del Messico dal 12 al 27 ottobre 1968, con una delegazione di 225 atleti impegnati in 16 discipline per un totale di 133 competizioni. Portabandiera fu il gallese Lynn Davies, già medaglia d'oro a Tokyo 1964 nel salto in lungo. Il bottino della squadra britannica, sempre presente ai Giochi, fu di cinque medaglie d'oro, cinque d'argento e tre di bronzo, che valsero il tredicesimo posto nel medagliere complessivo. I maggiori successi vennero dall'equitazione, dove la squadra britannica conquistò il primo posto nel medagliere davanti alla Germania Ovest.

## Medagliere

### Per discipline
| Sport            | Oro | Argento | Bronzo | Totale |
| ---------------- | --- | ------- | ------ | ------ |
| Atletica leggera | 1   | 2       | 1      | 4      |
| Equitazione      | 1   | 2       | 1      | 4      |
| Vela             | 1   | 0       | 1      | 2      |
| Pugilato         | 1   | 0       | 0      | 1      |
| Tiro             | 1   | 0       | 0      | 1      |
| Nuoto            | 0   | 1       | 0      | 1      |
| Totale           | 5   | 5       | 3      | 13     |

### Medaglie
| Medaglia | Atleta                                                       | Sport            | Evento                        |
| -------- | ------------------------------------------------------------ | ---------------- | ----------------------------- |
| Oro      | David Hemery                                                 | Atletica leggera | 400 metri ostacoli            |
| Oro      | Derek Allhusen Richard Meade Reuben Samuel Jones Jane Bullen | Equitazione      | Concorso completo a squadre   |
| Oro      | Chris Finnegan                                               | Pugilato         | Pesi medi                     |
| Oro      | Bob Braithwaite                                              | Tiro             | Fossa olimpica                |
| Oro      | Rodney Pattisson Iain MacDonald-Smith                        | Vela             | Flying Dutchman               |
| Argento  | Lillian Board                                                | Atletica leggera | 400 metri piani femminili     |
| Argento  | Sheila Parkin-Sherwood                                       | Atletica leggera | Salto in lungo femminile      |
| Argento  | Derek Allhusen                                               | Equitazione      | Concorso completo individuale |
| Argento  | Marion Coakes                                                | Equitazione      | Salto ostacoli individuale    |
| Argento  | Martyn Woodroffe                                             | Nuoto            | 200 metri farfalla maschili   |
| Bronzo   | John Sherwood                                                | Atletica leggera | 400 metri ostacoli            |
| Bronzo   | David Broome                                                 | Equitazione      | Salto ostacoli individuale    |
| Bronzo   | Robin Aisher Adrian Jardine Paul Anderson                    | Vela             | 5,5 metri                     |